# Sant Jòrdi d'Òrcas
Sant Jòrdi d'Òrcas (en francès Saint-Georges-d'Orques) és un municipi occità del Llenguadoc situat al departament de l'Erau, a la regió del llenguadoc-Rosselló.